# Hvalimir, knez Duklje
Hvalimir je bio knez Duklje, Travunije i Zahumlja tijekom desetog stoljeća.

## Život
Hvalimir je bio sin kneza Tuđemira. Njegova vladavina pada u prvo razdoblje rata između bugarskog cara Samuila i Bazilija II. Bez želje za vladanjem, ali želeći izbjeći građanski rat među svojim sinovima Hvalimir će abdicirati i povući se u samostan.
Svoju državu on dijeli među sinovima. Njegov najstariji sin Petrislav postaje vladar Zete u uspijeva ipak potisnuti svoju braću. Potomak mlađeg Hvalimirovog sina Dragimira će, prema legendi, biti Vojislav vladar Duklje koji će svoju zemlju osloboditi bizantske okupacije.